# Yên Sơn, Đô Lương
Yên Sơn là một xã thuộc huyện Đô Lương, tỉnh Nghệ An, Việt Nam.
Xã Yên Sơn có diện tích 4,34 km², dân số năm 1999 là 4928 người, mật độ dân số đạt 1135 người/km².
Xã Yên Sơn thuộc huyện Đô Lương, Tỉnh Nghệ An ngày nay là một phần của xã Văn Tràng (Văn Trường) gồm làng Yên Tứ (An Tứ), Hòa Trung (Chấp Trung) và một phần làng Hương Liên, Nghiêm Thắng ( tên ghép là Liên Thắng, có nhiều giếng nên còn gọi là xóm giếng) thuộc tổng Đô Lương, huyện Lương sơn, Phủ Anh Sơn (trước là Huyện Nam Đường, Phủ Anh Đô xứ Nghệ An). Nằm trên trục Quốc lộ 7 cách ngã ba Diễn Châu 29 km, các TP vinh 50 km qua đường Nam Đàn theo QL15 và QL46, theo đường N5 qua Nghi Lộc, cách đường Hồ Chí Minh 18 km. 
Địa hình tựa núi nhìn sông. Tây và tây nam giáp thị trấn Đô Lương, Tây Bắc giáp xã Đông Sơn, Đông giáp xã Văn Sơn, Bắc tựa vào dãy núi Bạc Trốc bên kia là xã Bài Sơn, Nam, Đông Nam qua đồng lúa giáp xã Đà Sơn, xã Lạc Sơn. Cách xa vài Km từ tây qua nam sang đông nam là dòng sông Lam uốn lượn về xuôi.
Là một xã thuần nông xưa kia ngoài lúa đồng còn có vườn đồi chè, mít, khoai sắn (nay trồng rừng) chăn nuôi trâu, bò, lợn gà, vịt, cá. Canh tác thuận lợi nhờ đồng ruộng bằng phẳng, hệ thống sông đào kênh mương xây dựng từ 1936 và được tu bổ thường xuyên giúp tưới tiêu chủ động. Nhân dân ở đây năng động đang dần chuyển đổi đa ngành nghề thương mại, dịch vụ, vận tải, tiểu thủ công nghiệp (Sắt, Nề, Mộc) nhờ giao thông đường bộ thuận tiện và đô thị hóa. 
Dân xã thuần tín ngưỡng thờ cúng ông bà, có chùa Phúc Mỹ thờ chung Phật, Thần, Tiên, Tổ Cô, có Đền Đức Hoàng thờ vua Lê Trang Tông, ở giữa chốn linh thiêng này là nhà bia ghi danh các liệt sĩ đã bỏ mình vì nước. 
```
Làng xã xưa như một con thuyền rồng nằm dọc theo quốc lộ 7, mà lòng thuyền là một dãy ao dài (còn dấu tích của dòng sông cụt) dân cư ở hai bên. Các địa danh từng có: Liên Thắng (xóm giếng), Yên tứ, Hòa Trung, Nguyễn Huệ rồi Yên: Hoa, Trường, Hương, Thọ, Quang, Phú, Thịnh, Đình, Thắng, Thế, Bái, Đồng, Minh.  về sau là Yên: Hoa, Trường, Hương, Phú, Quang, Đình, Minh, Thắng, Thế, Tân (1968), trung, Thịnh (1977). Gần đây sát nhập ghép tên các thôn xóm. Đổng lúa: ba bỏng, đồng chọ, lòi sim, Đìa su, hộ xá, Đội Bông, đồng tram, tam bảo, đồng mẫu, Đồng dùng, Đồng Thá, môi bạc, cầu Tiên, cửa trộ, Giếng bộng, Bàu Chai, cầu Lứng, Đầu sày, Cống Âm, Hội tâm. Vườn đồi: Cồn Chùa, Bụp Bụp, Thủ Kỳ, Cửa Khâu, Động Tiến… Nghĩa địa: Lòi, Mồ Cung, Mồ Tráng, Cơn cao, bờ đê, Lả lả. Các giếng làng: cố Chục, Gia Môn, cơn Cau, giếng Đền, Mụ Dâu ngày nay cái còn cái mất nhưng không còn sử dụng nữa vì đã có hệ thống nước sạch nông thôn. 
```

Các cây cổ thụ (các cột mốc đánh dấu làng xã cho người xa về) cơn da động Bạc trốc, cơn da Lòi, cơn da Còm, Cơn da chợ Đón, cơn Da Quán, cơn da Môn, cơn da cửa Chùa nay đều không còn mà có một số cây da mới trồng ở Cầu Sông, đền Đức Hoàng, Đền Quận công Thái Bá Du, Yên Đình, Yên Thế. Các trận địa pháo phòng không: Bờ Đê sông đào, Lòi, Trưa mạ (trước Yên Minh), Tam bảo (trước Yên Thịnh cũ) để lại nhiều kỷ niệm về tình quân dân sâu nặng trong chiến tranh. 
Di tích: Đền Đức Hoàng, Nhà Thánh Học Sĩ, Đến Đức Ông, mộ Ông Cai Côn, đền Quan Lớn… xưa gắn với làng xã, nay có cái còn dấu tích, cái chỉ còn trong tâm trí các bậc cao niên hay trong các văn tự cũ. Vài câu truyền khẩu còn gắn với mảnh đất này " Lụt thì lút cả làng, Hói Quai (tràng sơn giáp Bồi Sơn) có lở Văn Tràng mới trôi hay Cơm Đồng Thá cá Đìa Su…
Yên sơn phát triển dân cư về phía bắc sông đào (Yên Tân 1968 do vén dân 2 bên quốc lộ 7 tránh bom, và Yên Thịnh, Yên Trung 1977 " thay trời đổi đất sắp xếp lại giang sơn ", dãn dân tách hộ xóm mới vùng Lòi 1990 và tây Đội Bông 2000 (giáp thị trấn)
Các di tích còn lại là Đền Đức Hoàng thờ Vua Lê Trang Tông DTLSVH Quốc gia 1996, Đền thờ Quận công Thái Bá Du DTLSVH Quốc gia 1996, Chùa Phúc Mỹ và các nhà thờ, Chi, Họ của các dòng tộc, nhiều công trình đã hàng trăm năm tuổi. 
Các dòng họ lập nghiệp lâu đời tại làng như Họ Bùi, Thái, Nguyễn, Hoàng, Trần, 
Tăng, Dương, Hồ, Đậu, Phan, Lê…
Người thành đạt, thành danh để lại dấu ấn cho làng đã từng được nhắc đến: Bùi Thị Ngọc Thụy mẹ Vua Lê Trang Tông, Bùi Khả Trung, Thái Bá Du, Thái Nhật Minh, Nguyễn Thái Đệ, Nguyễn Tử Trì, Nguyễn Thái Du …cùng một số câu chuyện được truyền miệng về mộ tổ họ Thái, nhà thánh học sĩ, ông nghè Đệ, mộ bà Đẹp …
Thế hệ nối tiếp có Anh Hùng Nguyễn Thái Nhự, GS TSKH Nguyễn Danh Khuê, nhà nông học Nguyễn Thái Hiến,Thứ trưởng Điện Than Tăng Phúc, Trung tướng Tăng Huệ, Tiến sĩ Nguyễn Thái Tự Giải thưởng Hồ Chí Minh về khoa học công nghệ…